# Ctenomys leucodon
Туко-туко білозубий (Ctenomys leucodon) — вид гризунів родини тукотукових. 

## Поширення
Зустрічається в західній Болівії та східному Перу довкола озера Тітікака на висотах 3800–4500 м над рівнем моря. 

## Опис
Туко-туко білозубий живе на відкритих луках Альтіплано, як в первинному середовищі проживання так і в областях потурбованих випасом худоби. Рийний, рослиноїдний вид, який споживає підземні бульби та корені. Колонії знаходяться в районах з пухкими ґрунтами. Число хромосом, 2n=36.

## Загрози та збереження
Знаходиться під деякою загрозою через переслідування як шкідника пасовищ. Мешкає принаймні в одній природоохоронній зоні.